# シャンドス公爵
シャンドス公爵（英: Duke of Chandos）は、かつて存在したイングランド貴族の公爵位。トーリー党の政治家だった初代カーナーヴォン伯爵ジェイムズ・ブリッジスが1719年に叙位されたのに始まるが、孫にあたる第3代シャンドス公爵ジェイムズ・ブリジッスが1789年に死去した際に廃絶した。本稿では関連性の高いシャンドス男爵についても触れる。

## 歴史

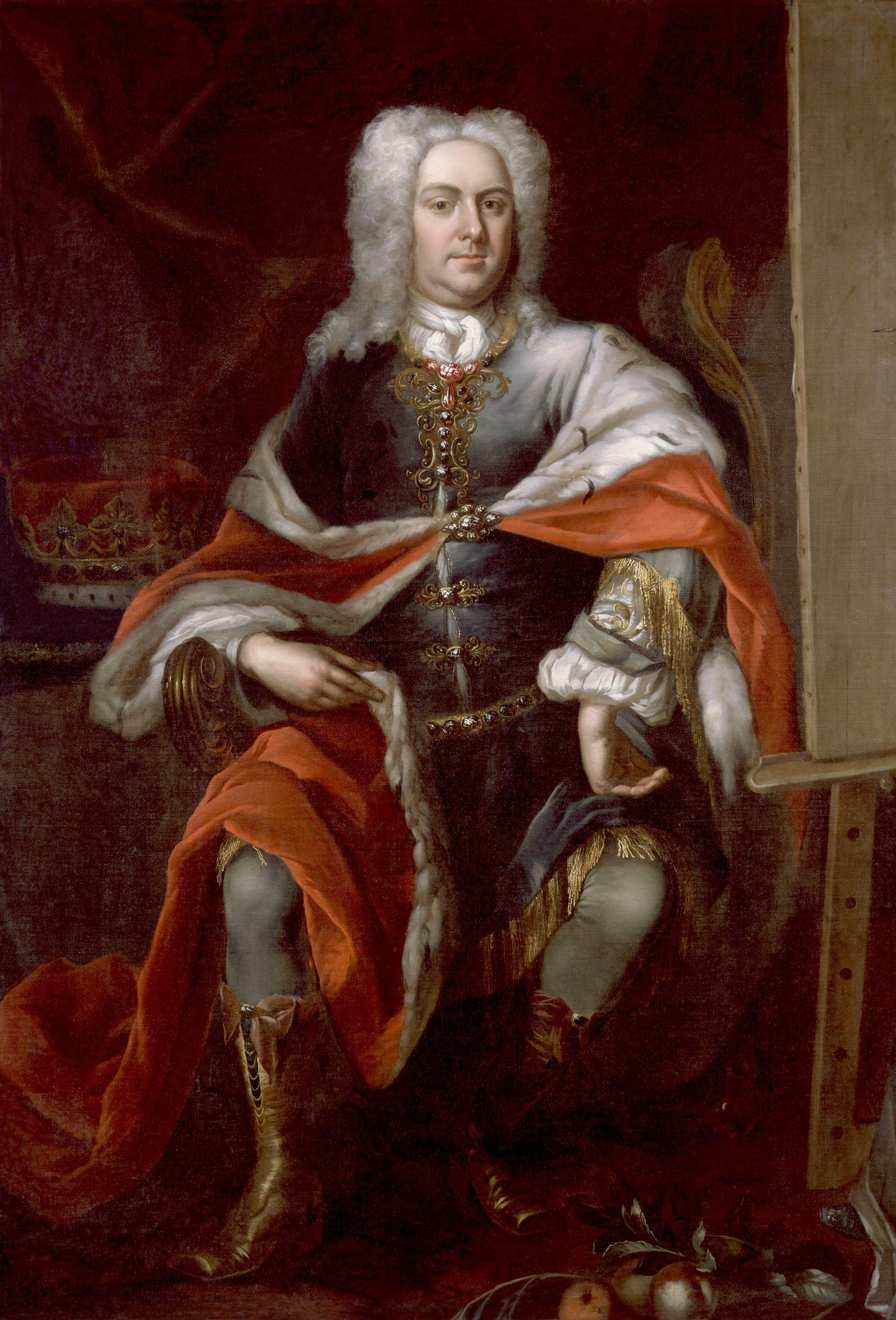
初代シャンドス公爵ジェイムズ・ブリッジズ(ヘルマン・ファン・デア・マイン画)

ハートフォードシャーやグラモーガンなどのシェリフを務めたロジャー・ド・シャンドス(-1353)は1337年12月20日に議会招集令状によるイングランド貴族爵位としてシャンドス男爵（シャンドス卿）に叙された。初代男爵の死後、その息子のトマス・シャンドス(1333頃 - 1375)が2代シャンドス男爵を継承し、ついでその息子のジョン・シャンドス(1349頃 - 1428)が3代シャンドス男爵を継承したが、彼の死去で男系男子が絶えた際に保持者不在(abeyant)となったが、その後デ・ジュリで2代シャンドス男爵の娘の孫にあたるジャイルズ・ブルージ(1396-1467)、トマス・ブルージ(1427–1493)、ジャイルズ・ブルージ(1462頃–1511)と継承されたことになる。
ジャイルズの息子であるジョン・ブリッジス(1492–1557)は、ヘンリー8世からメアリー1世のテューダー朝の宮廷に仕え、ロンドン塔長官としてジェーン・グレイが断頭台へ向かうのを手伝い、またエリザベス王女を収監した。メアリー女王にスードリー城を与えられるとともに1554年4月8日の勅許状によりイングランド貴族爵位カウンティ・オブ・グロスターにおけるスードリーのシャンドス男爵(Baron Chandos, of Sudeley in the County of Gloucester)に叙位された。彼は時々デ・ジュリの第1期の第7代シャンドス卿とも記される。
初代男爵の次男の息子であるジャイルズ・ブリッジズ(1573年-1637年)は、1627年5月17日にイングランド準男爵位の(カウンティ・オヴ・ハートフォードにおけるウィルトンの)準男爵(Baronet "of Wilton in the County of Hereford")に叙せられており、彼の孫にあたる3代準男爵ジェイムズ・ブリッジズ(1642年-1714年)が8代シャンドス男爵を継承したことで、この(ウィルトンの)準男爵位はシャンドス男爵位の従属称号となった。
8代シャンドス男爵の子ジェイムズ・ブリッジズ(1674年-1744年)は、襲爵前にヘレフォード選挙区選出のトーリー党の庶民院議員などを務め、1714年10月19日に第9代シャンドス男爵を襲爵した直後の同年10月19日にグレートブリテン貴族爵位カーナーヴォン伯爵(Earl of Carnarvon)とカウンティ・オヴ・ハートフォードにおけるウィルトン子爵(Viscount Wilton, in the County of Hertford)に叙せられた。この2つの爵位には彼の父の男系男子を特別継承者(special remainder)とする規定が付けられていた（兄弟の男系男子も続かなかったので結果的にはこの規定は意味をなさず）。ついで1719年4月29日にはグレートブリテン貴族爵位シャンドス公爵(Duke of Chandos)とカーナーヴォン侯爵(Marquess of Carnarvon)に叙せられた。
彼の没後これらの爵位は息子のヘンリー(1708年-1771年)が継承し、ついでその息子のジェイムズ(1731年-1789年)に継承された。3代公ジェイムズは1747年2月10日に母方からスコットランド貴族爵位のキンロス卿(Lord Kinloss)を継承していたことが後世に確認されている（デ・ジュリ）。男子のない3代公爵の死去後、シャンドス公爵、カーナーヴォン伯爵はじめほとんどの保有爵位が断絶したが、キンロス卿のみは娘のアンに継承されている。
アンの夫である第2代バッキンガム侯爵リチャード・テンプル＝ニュージェント＝ブリッジス＝シャンドス＝グレンヴィルは、1822年に連合王国貴族爵位バッキンガム＝シャンドス公爵に叙されている。

## 歴代当主

### シャンドス男爵 第1期 (1337年)
『Complete Peerage』における称号のスペルは'Chaundos'である
- 初代シャンドス男爵ロジャー・ド・シャンドス (-1353)
- 2代シャンドス男爵トマス・シャンドス (1333頃 - 1375)
- 3代シャンドス男爵ジョン・シャンドス (1349頃 - 1428) 死後に保持者不在(abeyant)
- 4代シャンドス男爵ジャイルズ・ブルージ (1396-1467) 1458年に従兄弟の死で保持者不在解除。デ・ジュリ
- 5代シャンドス男爵トマス・ブルージ（英語版） (1427–1493) デ・ジュリ
- 6代シャンドス男爵ジャイルズ・ブルージ（英語版） (1462頃–1511) デ・ジュリ

### シャンドス男爵 第2期 (1554)
- 初代シャンドス男爵ジョン・ブリッジス（英語版） (1492–1557)
- 2代シャンドス男爵エドムンド・ブリッジス（英語版） (1522前–1573) 初代男爵の長男
- 3代シャンドス男爵ジャイルズ・ブリッジス（英語版） (1548–1594) 2代男爵の長男
- 4代シャンドス男爵ウィリアム・ブリッジス（英語版） (1552頃–1602) 2代男爵のヤンガーサン
- 5代シャンドス男爵グレイ・ブリッジス（英語版） (1581頃–1621) 4代男爵の唯一の息子
- 6代シャンドス男爵ジョージ・ブリッジス（英語版） (1620–1655) 5代男爵の長男
- 7代シャンドス男爵ウィリアム・ブリッジス (-1676) 5代男爵のヤンガーサン
- 8代シャンドス男爵ジェイムズ・ブリッジス (1642–1714) 初代男爵の玄孫
- 9代シャンドス男爵ジェイムズ・ブリッジス (1674–1744) 8代男爵の長男
  - 1714年にカーナーヴォン伯爵、1719年にシャンドス公爵に叙される

### シャンドス公爵 (1719年)
- 初代シャンドス公爵ジェイムズ・ブリッジス (1674–1744) 8代男爵の長男
- 2代シャンドス公爵ヘンリー・ブリッジス (1708–1771), 初代公爵のヤンガーサン
- 3代シャンドス公爵ジェイムズ・ブリッジス (1731–1789) 2代公爵の唯一の息子
  - 彼の死後キンロス卿を除く全爵位が消滅した[16]。